# 窓辺の女性とオウム
『窓際の女性とオウム』（まどべのじょせいとオウム、英: Woman with a Parrot at a Window）、または『オウムに餌をやる女性と小姓』（オウムにえさをやるじょせいとこしょう、蘭: Een Vrouw die een Papegaai Voert, met een Page、英: A Woman Feeding a Parrot, with a Page）は、17世紀オランダ絵画黄金時代の画家カスパル・ネッチェルが1666年に板上に油彩で制作した絵画で、画家の風俗画中の傑作の1つである。「CNetscher . Ao . 16.66」という画家の署名と制作年が記されている。2016年以来、作品はナショナル・ギャラリー (ワシントン) に所蔵されている。

## 作品
作品は、切込みのある袖のついた金色のドレスをまとった優美な若い女性を描いている。彼女は自身の右手に止まっているアフリカ産の灰色のオウムに餌をやりながら、誘惑するような眼差しで鑑賞者を見つめている。部屋内部の暗がりから、銀色のトレイを持った召使の小姓が彼女を見上げている。女性と召使は、ブロンズ色の絹のカーテンが片側に留められたトロンプルイユ的な石の壁龕の背後に立っている。
豪華な東洋の絨毯が石に彫られたローマ数字を部分的に隠しつつ壁龕の下に垂れ下がっており、トロンプルイユ的効果を高めている。ネッチェルの絵画技法の幅は、精確に描写された鉄製の鳥籠と、彼がより柔らかで流麗な筆致で描出した女性の輝くようなドレスの並置に明らかである。本作の保存状態はすばらしい。ネッチェルの筆致は見事であり、質感描写は眩惑的で、色彩は輝くようである。

## 来歴

### 1930–1950年
元来、本作はミュンヘンのアルテ・ピナコテークに所蔵されていたが、おそらく1930年代にナチス政権により外貨獲得のための売却用として没収された。1938年に作品はユリウス・ブーラー画廊の競売所に引き渡され、オランダの美術商に売却された。次いで、ベルギーのユダヤ人夫妻フーホおよびエリザベト・ヤーコバ・アンドリーセ (Hugo and Elisabeth Jacoba Andriesse) に購入された。
本作とアンドリーセのコレクションは1939年に保管のためベルギー王立美術館の倉庫に置かれ、翌年のドイツ軍のベルギー侵攻の際に夫妻はポルトガル経由でアメリカに逃亡した。フーホは1942年にアメリカで死去し、彼の妻が唯一の遺産相続者となったが、彼女は1963年に他界した。アンドリーセのすべてのコレクションは、全国指導者ローゼンベルク特捜隊により没収された。1942年に「国家元帥ヘルマン・ゲーリングに引き渡された美術品のリスト」には、『女性』 (本作) が同年3月14日にパリで (元帥のために) 活動していた集団により受領されたことを示している。
第二次世界大戦後、本作はケルンの画商エネ・アベルス (Änne Abels) の手に渡った。次いで、1950年、作品は、バルメン出身のルドルフ・ツィールシュ (Rudolf Ziersch) に売却された。彼は以前、ベルギッシェン・インドゥストリー (Bergischen Industrie) とハンデルスカマー・ヴッパタール＝レムシャイト (Handelskammer Wuppertal-Remscheid) の社長で、美術と博物館スフェライン・ヴッパタール (Kunst- und Museumsverein Wuppertal) の議長でもあった。1950年の後半に、ツィールシュは、作品を現在フォン・デル・ハイト美術館 (Von der Heydt Museum) として知られる当時のヴッパタール市立美術館  (Städtische Museum Wuppertal) の開館50周年に合わせ寄贈した。

### 返還と取得
エリザベト・アンドリーセのイサク相続者たち (アメリカの慈善組織) は、2013年に本作の返還を申請した。ヴッパタールの市議会は、2014年2月24日に正式に決議投票を行った。2014年1月の終わりの時点で、補償事務所は、補償の支払いがなされていたかどうかについて回答していなかった。返還はこの回答次第であった。その後、返還のさらなる詳細が行政的レベルで明らかにされた。フォン・デル・ハイト美術館の館長ゲルハルト・フリンク (Gerhard Flinckh) によれば、美術館はアンドリーセの遺産相続者に作品を返還することに異議はなかったが、作品は「実際、アルテ・ピナコテークの所蔵品である」ということに気づいていた。ネッチェルは本作の7点のヴァージョンを描いており、それも事態を複雑なものとしていたが、本作の裏側の番号はアルテ・ピナコテークの作品であることを示唆していた。
2014年に、アンドリーセの遺産相続者たちは、慈善活動のために作品をニューヨークのクリスティーズで競売に掛け、売却金をがんセンターに贈与したいと公表した。クリスティーズは作品が300万米ドル (約220万ユーロ) で売れることを期待していたが、最終的に2016年10月に500万ドルで現在の所蔵先のナショナル・ギャラリー (ワシントン) が購入した。